# 아라비아 사막

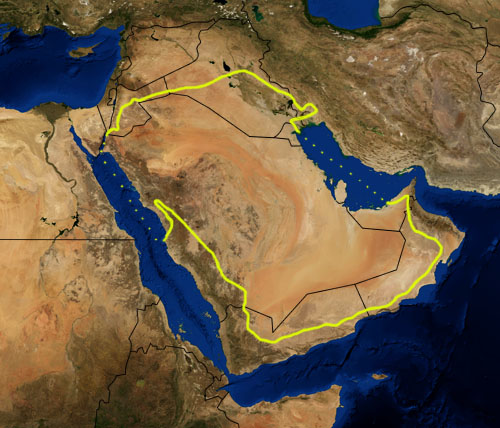
아라비아 사막

아라비아 사막(Arabian Desert, ٱلصَّحْرَاء ٱلْعَرَبِيَّة)은 예멘에서 오만과 페르시아만을 거쳐 요르단과 이라크에 걸쳐있는 사막이다. 면적 2,330,000km2로 아라비아 반도의 대부분을 차지한다. 중심부는 룹알할리 사막이다. 이집트 시나이반도 대부분과 팔레스타인 (지역)의 네게브 사막도 포함한다.